# Drino maroccana
Drino maroccana là một loài ruồi trong họ Tachinidae.